# Ульяшево
Ульяшево — деревня в Бережковском сельском поселении Волховского района Ленинградской области.

## История
Деревня Ульяшева упоминается на карте Санкт-Петербургской губернии А. М. Вильбрехта 1792 года.
На карте Санкт-Петербургской губернии Ф. Ф. Шуберта 1834 года она обозначена как деревня Ульяшова.

УЛЬЯШЕВО — деревня принадлежит Казённому ведомству, число жителей по ревизии: 38 м. п., 48 ж. п.. (1838 год)

Как деревня Ульяшова она отмечена на карте Ф. Ф. Шуберта 1844 года.

УЛЬЯШЕВО — деревня Ведомства государственного имущества, по просёлочной дороге, число дворов — 25, число душ — 42 м. п. (1856 год)

УЛЬЯШОВО — деревня казённая при реке Волхове, число дворов — 24, число жителей: 51 м. п., 48 ж. п.; Часовня православная. (1862 год)

В конце XIX — начале XX века деревня административно относилась к Михайловской волости 2-го стана Новоладожского уезда Санкт-Петербургской губернии.
По данным «Памятной книжки Санкт-Петербургской губернии» за 1905 год деревня Ульяшево вместе с деревнями Братовища и Панево, входила в Паневское сельское общество.
Согласно военно-топографической карте Петроградской и Новгородской губерний издания 1915 года деревня называлась Ульяшева.
С 1917 по 1919 год деревня Ульяшево входила в состав Михайловской волости Новоладожского уезда.
С 1919 года в составе Паневского сельсовета Пролетарской волости Волховского уезда.
С 1924 года в составе Братовищенского сельсовета.
С 1926 года в составе Волховского сельсовета. Согласно данным переписи населения СССР 1926 года в деревне Ульяшево проживали 170 человек — все русские.
С 1927 года в составе Волховского района.
В 1928 году население деревни Ульяшево составляло 170 человек.
По данным 1933 года деревня Ульяшево входила в состав Волховского сельсовета Волховского района.

План деревни Ульяшево. 1941 год

Согласно топографической карте РККА 1941 года деревня насчитывала 27 дворов.
В 1958 году население деревни Ульяшево составляло 25 человек.
По данным 1966 года деревня Ульяшево также входила в состав Волховского сельсовета.
По данным 1973 и 1990 годов деревня Ульяшево входила в состав Прусыногорского сельсовета.
В 1997 и 2002 годах в деревне Ульяшево Бережковской волости не было постоянного населения.
В 2007 году в деревне Ульяшево Бережковского СП, также не было постоянного населения.

## География
Деревня расположена в южной части района на правом берегу реки Волхов. К востоку от деревни протекает река Жубка.
Через деревню проходит автодорога 41К-022 (Кириши — Городище — Волхов).
Расстояние до административного центра поселения — 5 км.
Расстояние до ближайшей железнодорожной станции Гостинополье — 3 км.

## Демография
| 1838 | 1862 | 1997 | 2002 | 2007 | 2010 | 2017 |
| ---- | ---- | ---- | ---- | ---- | ---- | ---- |
| 86   | ↗99  | ↘0   | →0   | →0   | ↗8   | ↘4   |

### Национальный состав
Согласно данным Всероссийской переписи населения 2021 года в деревне проживали 6 человек, все русские.